# خوسيبا أغيري
خوسيبا أغيري (بالإسبانية: Joseba Agirre Oliden) هو لاعب كرة قدم إسباني في مركز الوسط، ولد في 24 مارس 1977 في أوريو في إسبانيا. لعب مع ريال سوسيداد ب وريال سوسيداد وريال يونيون وسيوداد دي مورسيا ونادي أوسبيتاليت ونادي ديبورتيفو طليطلة ونادي كاستييون.

## وصلات خارجية
- خوسيبا أغيري على موقع Soccerway.com (الإنجليزية)